# シンクロメッシュ
シンクロメッシュ（英: synchromesh）とは、マニュアルトランスミッションの減速比切り替え（シフトチェンジ）を円滑に行い、運転操作を容易にするための機構である。構成部品はシンクロナイザー（英: synchronizer）と呼ばれる。この機構を組み込まれたトランスミッションはシンクロメッシュ式と呼ばれ、特に全ての前進ギアにシンクロメッシュが設けられているものをフルシンクロメッシュと呼ぶ。逆にシンクロメッシュを持たないトランスミッションはノンシンクロトランスミッションと呼ばれる。

## 概要

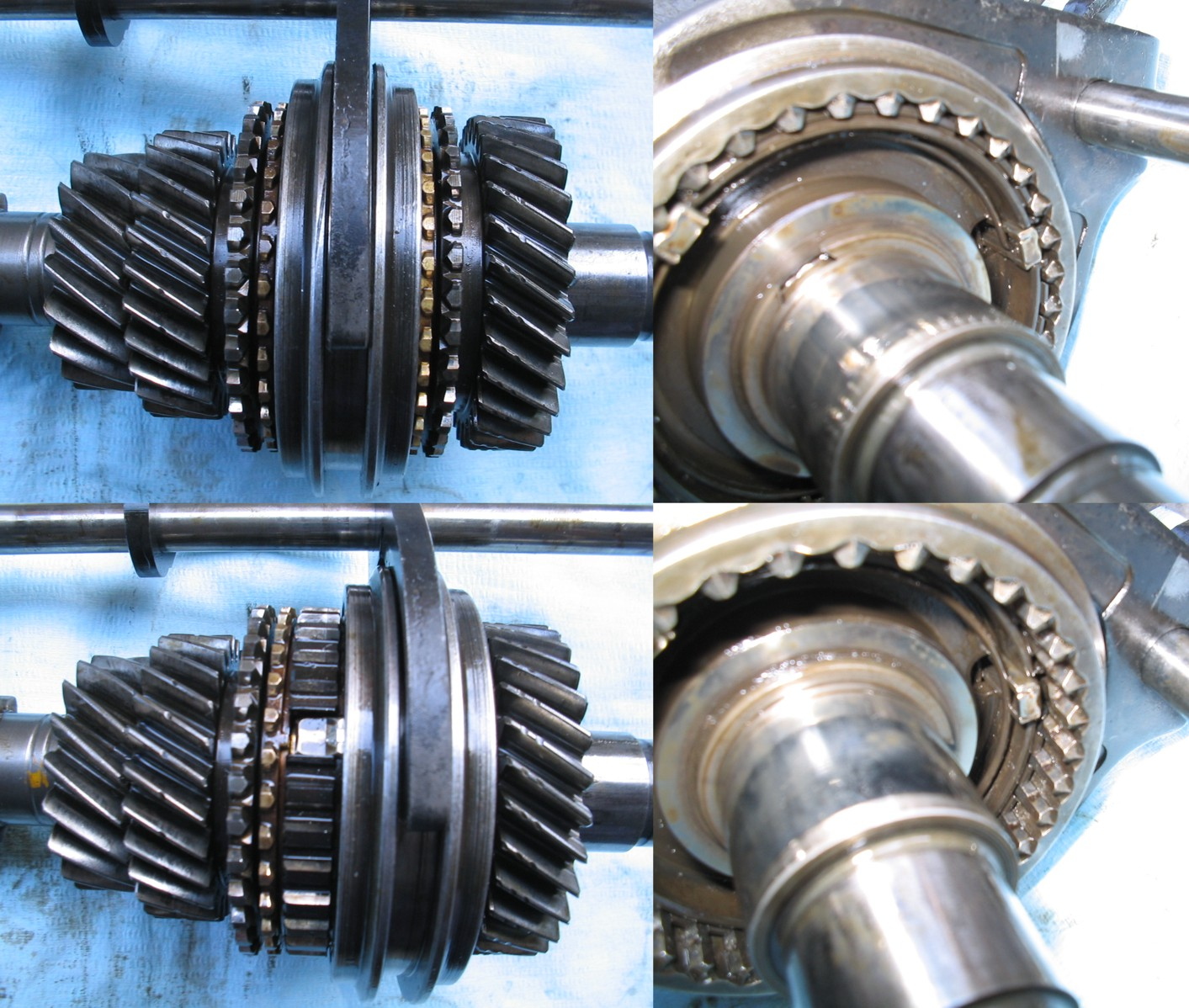
スリーブの動作。上段は変速前、下段は変速後の状態。

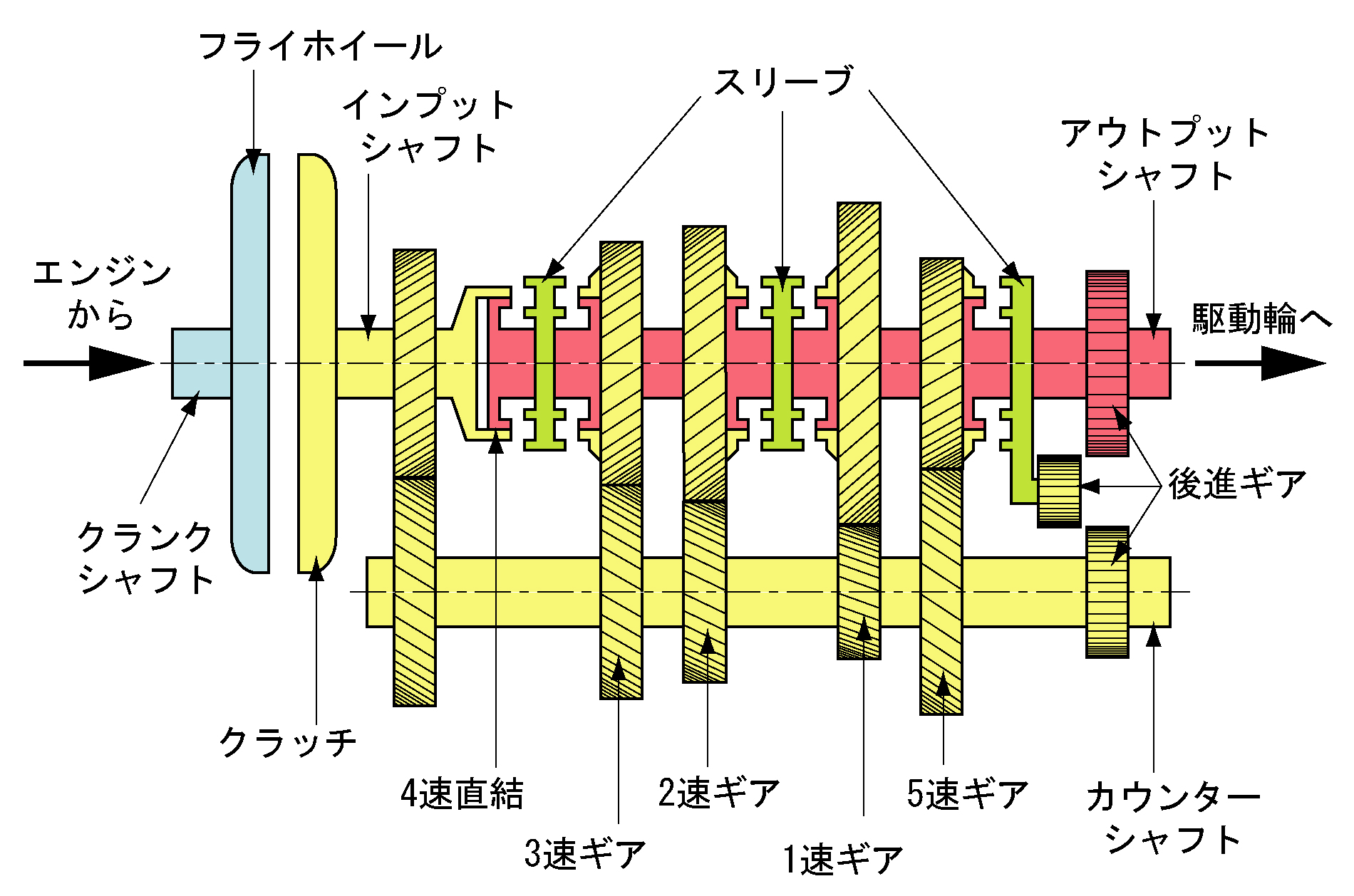
常時噛み合い式マニュアルトランスミッションの構造を示す模式図
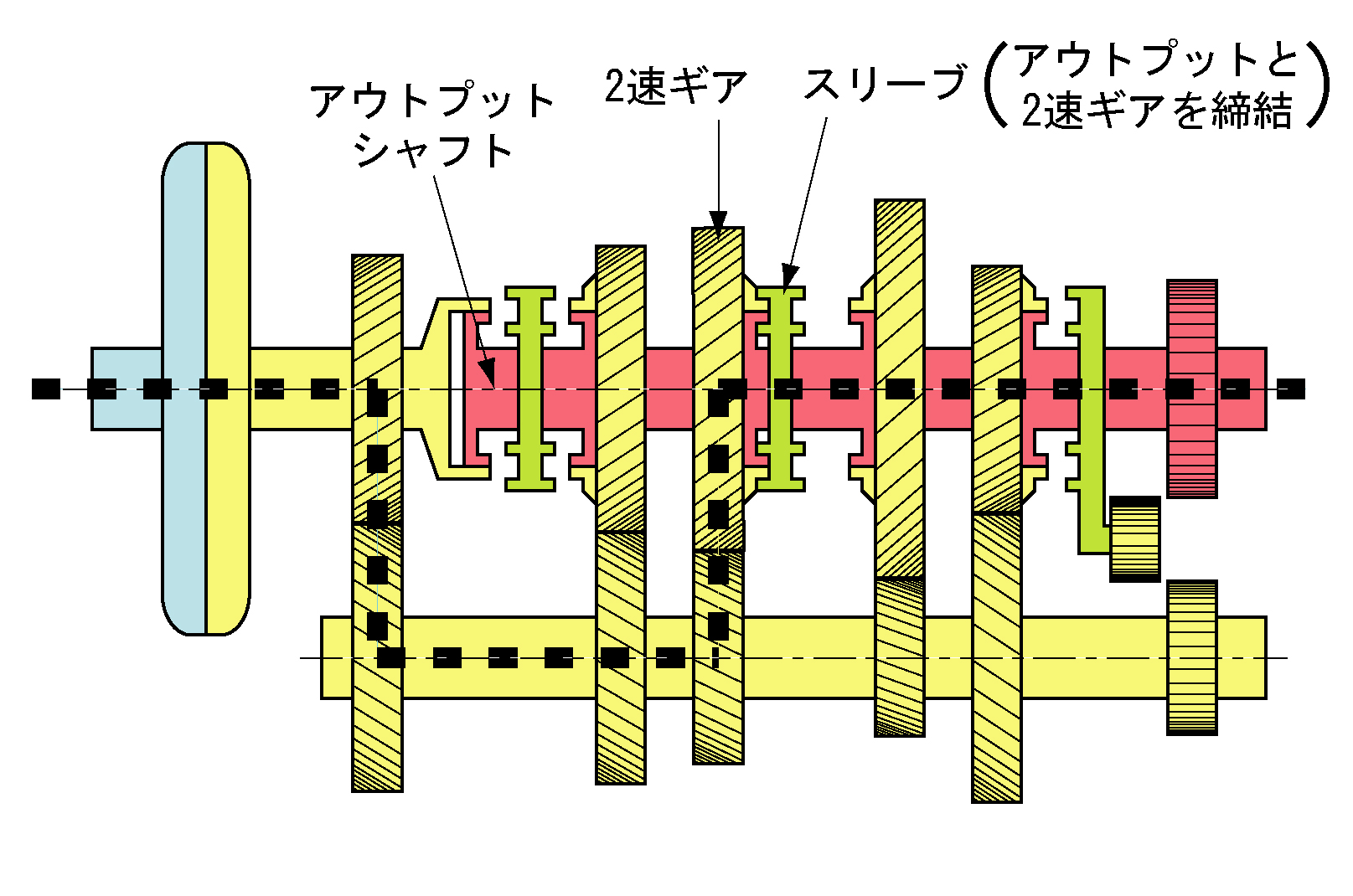
2速における駆動力の伝達経路（破線部）

マニュアルトランスミッションのうち、動力伝達用の歯車が常に噛み合った状態で変速する常時噛み合い（コンスタントメッシュ）式は、軸と同じ回転速度で回転するクラッチハブ（ハブ）やクラッチスリーブ（スリーブ）が軸上をスライドして歯車側面の噛み合い歯（スプライン）に噛み合うことで、軸の回転が歯車へと伝達される。このとき軸の回転速度と歯車の回転速度の差が大きいと、円滑に噛み合わずに変速操作が困難となる場合がある。シンクロメッシュ機構はこうした変速操作を容易にするため、回転速度の差を変速動作のなかで同調させる機構である。

## 構造
シンクロメッシュの基本原理は1928年にアメリカのキャデラックにより発明され、現在はこれを発展させた方式が広く普及している。いずれも変速機構に組み込まれた摩擦クラッチによって回転速度の差を無くし、歯車側面のスプラインにスリーブが噛み合うという原理である。
広く普及している方式は真鍮やリン青銅などで作られたシンクロナイザーリング（英: synchronizer ring）を鋼製の歯車に押しつけて、摩擦によって回転速度差を吸収する機構であるため、各部品は摩耗し、特にシンクロナイザーリングの摩耗は他の部品より早い。摩擦面の厚みが減ったり摩擦力を高める形状が磨り減ると同期性能が低下する。また、同期が完了するまでスリーブの動きを阻害する構造が採られているが、摩耗によってその機能が低下すると同期が完了する前にスリーブがスライドしてドグ歯がうまく噛み合わなくなる。このため、長く使用されたトランスミッションではシンクロナイザーリングを交換する分解整備が行われる場合がある。

### コンスタントロード型
コンスタントロード（英: constant load）式はハブをスライドさせて、歯車の側面との摩擦によって回転速度の同期を行う。ハブとスリーブの間には、コイルばねと鋼球を用いたプランジャー機構が組み込まれており、シフトフォークによってスリーブがスライドされると、その動きはプランジャー機構を通じてハブに伝達される。ハブと歯車の摩擦面は円錐形となっていて、スリーブをスライドさせる力が強いほどより高い摩擦力が生じ、回転速度の同期が早くなる。さらにスリーブをスライドさせる力が加わるとプランジャーの鋼球が押し込まれ、スリーブのみがスライドして歯車のスプラインと噛み合う。
シンクロメッシュ機構として最初に登場した方式で、1928年にアメリカのキャデラックの技術者であるアール・A・トンプソンによって開発された。初めて採用された市販車両は1929年のCadillac 341Bで、日本車では1936年のトヨダ・AA型乗用車にも採用されるなど、その後のイナーシャロック式が登場するまで世界中の多くの車種に採用された。

### イナーシャロック型
イナーシャロック（英: inartia lock）式はハブと歯車の間に、強い摩擦力を生じる部材であるシンクロナイザーリングを挿入してコンスタントロード式よりも同調速度を速くし、同期が完了するまでスリーブがスライドすることを阻止する（ボークする）機構を持った方式である。シンクロナイザーリングはボークリング（英: balk ring）とも呼ばれる。現在のほとんどのシンクロメッシュトランスミッションで採用されている形式である。イナーシャロック型はサーボ型、キー式、ピン式、レバー式に細分化できる。

#### サーボ型
サーボ（英: servo）型はドラムブレーキの原理を利用した方式で、歯車に円筒形状のくぼみを設けて、内側にC字形状のシンクロナイザーリングを配置し、その内側にスラストブロック、ブレーキバンドおよびアンカーブロックを組み込んだ構造である。ハブがスライドすると、ハブと共に回転するシンクロナイザーリングの外側円筒面と歯車の内側円筒面とが接触して、回転差がシンクロナイザーリングに伝達される。回転差によるトルクを受けたシンクロナイザーリングがスラストブロックを介してブレーキバンドを押し、アンカーブロックを支点にブレーキバンドが押し広げられる。ブレーキバンドはシンクロナイザーリングを押し広げて、歯車の内側円筒面とシンクロナイザーリングの外側円筒面に生じる垂直抗力が増やされ、さらに摩擦力が高くなるサーボ（倍力）効果を発生する。サーボ（倍力）効果により、軽い操作力で同期動作が行われる。また、押し広げられたシンクロナイザーリングの縁がスリーブのスライドを阻止するが、同期が完了するとブレーキバンドから受けていた押し広げる力がなくなってボーク機能が解除され、スリーブが歯車のスプラインと噛み合う位置までスライドできるようになる。
ポルシェが開発したことからポルシェタイプシンクロ（英: Porsche type synchro）とも呼ばれる。

#### キー式

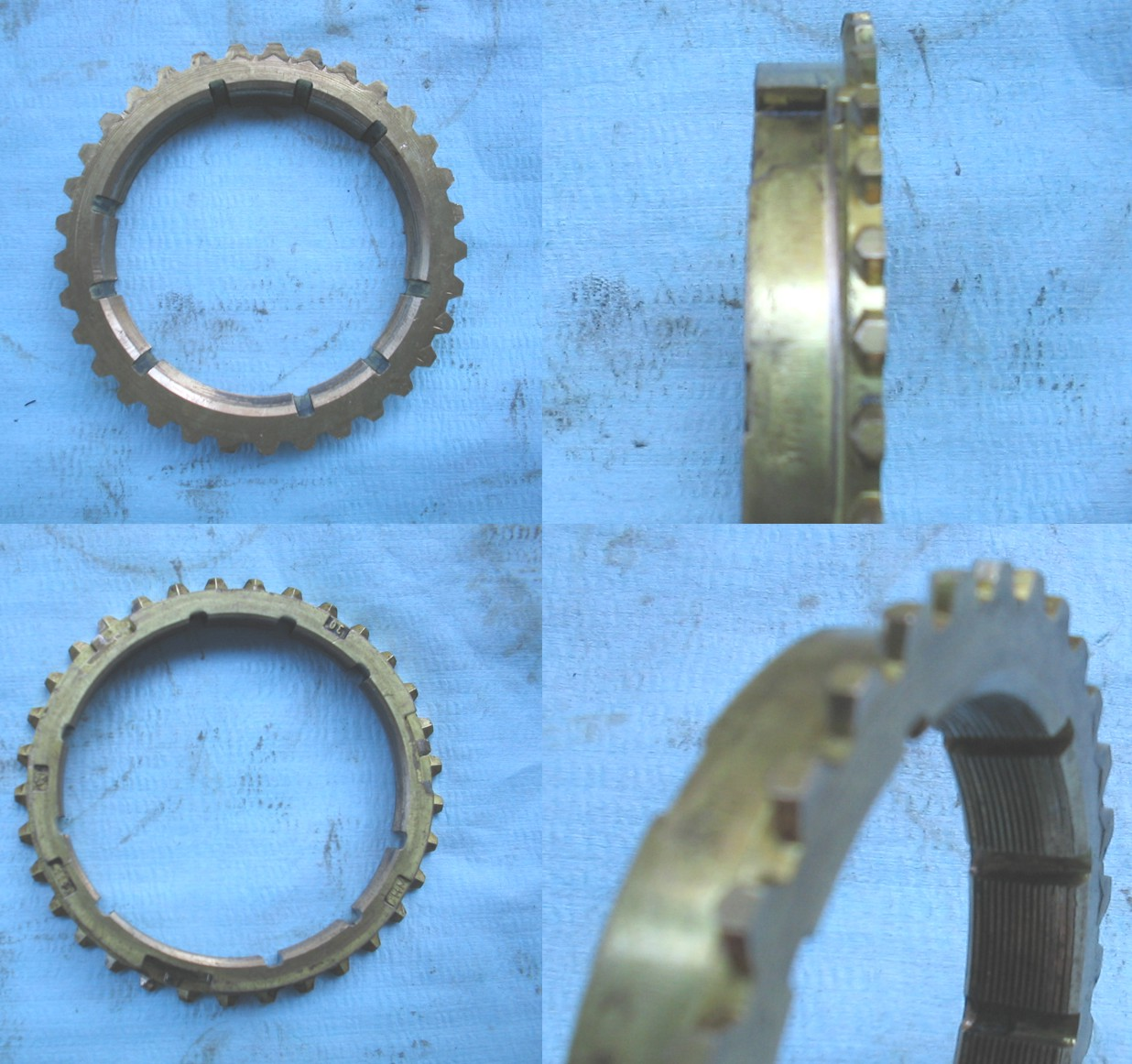
キー式シンクロナイザーのコーンリング。外周にはドグクラッチを構成する多数の外歯が設けられ、内周面には歯車側面に設けられた円錐面との摩擦力を強化するのための細溝が刻まれている。

キー式シンクロナイザーは、ハブの外周120度おきに3カ所の切り欠きを設け、それぞれにシンクロナイザーキー（英: synchronizer key）（キー）を配してスナップリングで保持する構造を持つ。スリーブがスライドするとハブは固定されたままキーだけがスライドして、円錐形のシンクロナイザーリングを歯車の側面に設けられた円錐形状面へ押し付けて摩擦を発生させる。リングの外周にはスリーブと噛み合うスプラインが設けられ、互いのスプラインはチャンファーと呼ばれる面取りが行われている。ハブの切り欠き幅に対してキーの幅は小さく、間隙が設けられていて、リングとスリーブのチャンファーが互いに向き合う位相まで回転される。さらにスリーブをスライドさせると、チャンファーを介してリングが押しつけられ、歯車との間に強い摩擦力を生じ、同時に、チャンファーがスリーブのスライドを阻止する。同期が完了するとチャンファーにかかるトルクがなくなり、スリーブはチャンファーを滑りながらスプラインが噛み合う位置までスライドできるようになる。
ボルグワーナー（英: Borg-Warner）社が開発したことからボルグワーナー式とも呼ばれる。
円錐形のシンクロナイザーリングはコーンリング（英: cone ring）とも呼ばれ、1組のシンクロナイザーに複数のコーンリングを重ねて摩擦面を増やし、より短い時間での同期を行うマルチコーンシンクロ（英: multi cone synchro）と呼ばれる発展型も普及している。コーンリングを2つ重ねたものはダブルコーンシンクロ（英: double cone synchro）、3つ重ねたものはトリプルコーンシンクロ（英: triple cone synchro）と呼ばれる。

#### ピン式
ピン式シンクロナイザーは、スラストピン（英: thrust pin）でシンクロナイザーリングを押し付けて同期させる方式である。シンクロナイザーリングは外周が円錐形状の摩擦面とされ、歯車側面にはアウターリング（英: outer ring）と呼ばれる円板状の部品が取り付けられて、アウターリングの縁の内周とシンクロナイザーの外周が接触する。スリーブにスラストピンを貫通させる穴が設けられ、それぞれにボールプランジャが組み込まれる方式と、スラストピンに段差を設ける方式とがある。ボールプランジャを利用する方式ではスラストピンにプランジャのボールがはまる溝が設けられ、溝にボールがはまった状態でスリーブがスライドすると、シンクロナイザーリングがアウターリングに押し付けられる。さらにスリーブをスライドさせようとすると、プランジャーボールが押し込まれ、スリーブのみがスライドしてスプラインが噛み合う。スラストピンに段差を設ける方式では、ピンの段差とスリーブの穴の縁に面取り（チャンファー）が設けられていて、スリーブをスライドさせるとチャンファーを介してピンが押され、シンクロナイザーリングがアウターリングに押しつけられる。さらにスリーブをスライドさせる力を加えると、チャンファーが滑りスリーブのみがスライドしてスプラインが噛み合う。シンクロナイザーリングが大きいことから許容トルクが大きく、歯車径の大きなトラックに用いられる。

#### レバー式
レバー式シンクロは、スリーブとシンクロナイザーリングの間に円弧形状のレバーを配し、てこの原理を利用してシンクロナイザーリングを歯車に押しつける方式である。円弧形状の両端を支点、円弧の頂点に当たる中間部分を力点とし、支点と力点の間に作用点を設けて、シンクロナイザーリングを押す荷重を倍力して同期作用を強化している。シンクロナイザーリングと歯車との間で回転速度に差があるときは、摩擦によってシンクロナイザーリングにトルクがかかり、作用点を介してレバーに伝達される。レバーにトルクがかかると、片方の端部を軸に回転しながら頂点の力点を円周外側へ押し出す力が生じ、スリーブがスライドする動きを阻止する。同期が完了するとシンクロナイザーリングにかかるトルクがなくなってボーク機能が解除され、スリーブが歯車のスプラインに噛み合う。マルチコーンにも対応し、シンプルな構造でキー式よりも高い性能を持つとされている。また、反転型も開発され、後退ギアにシフトする際にレバーの支点と作用点を反転させ、スリーブを後退ギアと対峙している5速ギアに同期させてから噛み合わせる。これにより、停車時に後退ギアにシフトする際に発生するギア鳴りを防止する。

## 参考資料
- 細川武志 『クルマのメカ&仕組み図鑑』 グランプリ出版、2003年、150、154頁。